# Ferdinand Bílek
Ferdinand Bílek (2. listopadu 1917 Lipník nad Bečvou – 23. července 2002 Lipník nad Bečvou) byl český katolický kněz a politický vězeň komunistického režimu.

## Život
Vysvěcen na kněze byl 5. července 1940 v Olomouci světícím biskupem Stanislavem Zelou. Působil v letech 1940–1946 jako kooperátor v Přerově, 1946–48 v Jindřichově u Krnova a v Renotech u Šternberka. Dne 15. září 1948 se stal spirituálem kněžského semináře v Olomouci, po jehož zrušení (1. září 1950) krátce působil ve Stěbořicích. František Bílek byl 24. února 1953 ve vykonstruovaném procesu odsouzen na 7 let. Po podmíněném propuštění v květnu 1955 pracoval jako pomocný dělník ve Vodotechně Přerov. Dne 7. května 1959 byl krajským soudem v Olomouci znovu odsouzen spolu s dalšími kněžími pro trestný čin podvracení republiky. Definitivně vyšel z vězení až 9. května 1968. V roce 1969 byl rozhodnutím krajského soudu v Ostravě plně rehabilitován. Po roce 1968 se konečně směl vrátit do duchovní služby, stal se kooperátorem v Přerově a od 15. října 1968 do 30. června 1969 působil jako provisor v Předmostí u Přerova. Po obnovení kněžského semináře v Olomouci se stal 1. července 1969 opět spirituálem semináře a téhož roku byl jmenován konsistorním radou. Po opětovném zrušení semináře se stal roku 1974 farářem v Němčicích nad Hanou, kde působil až do roku 2002. Dne 24. října 1997 byl jmenován čestným kanovníkem olomoucké kapituly a roku 1998 čestným papežským prelátem „pro zásluhy ve výchově kněží a věrnost církvi osvědčenou dlouholetým vězněním“. Tragicky zahynul 23. července 2002, druhý den svého zasloužilého odpočinku v Lipníku nad Bečvou, když se šel koupat do Bečvy. Pohřben byl 30. července 2002 na hřbitově v Němčicích nad Hanou.